# Кузьменко, Василий Иванович
Василий Иванович Кузьменко (1904—1972) — советский геолог, лауреат Ленинской и Государственной премий, награждён орденами и медалями. Кандидат геолого-минералогических наук. Входил в редколлегию журнала «Геология СССР»

## Биография
Окончил Киевский горно-геологический институт (1932). 
- В 1944—1948 начальник Украинского геологического управления комитета по делам геологии СНК СССР.
- в 1948—1953 главный инженер,
- в 1953—1962 начальник 1-го Главного Геолого-Разведывательного Управления (ГГРУ) Комитета по делам геологии и Министерства среднего машиностроения СССР.
- в 1962—1965 первый заместитель министра геологии и охраны недр СССР.
- в 1965—1970 — заместитель Министра геологии СССР.

Под его руководством создан реестр запасов урана и тория на территории СССР и стран Восточной Европы.
С 1970 на пенсии, консультант министра геологии по 1-му ГГРУ.
Похоронен на Новодевичьем кладбище.